# Paracominia
Paracominia is een geslacht van uitgestorven weekdieren uit de klasse van de Gastropoda (slakken).

## Soorten
- Paracominia ferrari (Marwick, 1934) †
- Paracominia finlayi (Powell & Bartrum, 1929) †
- Paracominia lignaria (Powell & Bartrum, 1929) †
- Paracominia macphersoni (Marwick, 1931) †